# Partido de Rojas
Partido de Rojas är en kommun i Argentina.   Den ligger i provinsen Buenos Aires, i den centrala delen av landet, 220 km väster om huvudstaden Buenos Aires. Antalet invånare är 22 842.
Trakten runt Partido de Rojas består till största delen av jordbruksmark. Runt Partido de Rojas är det glesbefolkat, med 11 invånare per kvadratkilometer.